# Nagygörbő, Zala
Nagygörbő  este un sat în districtul Zalaszentgrót, județul Zala, Ungaria, având o populație de 176 de locuitori (2011). 

## Demografie
Componența etnică a satului Nagygörbő
     Maghiari (87,94%)
     Romi (7,54%)
     Germani (4,52%)
Componența confesională a satului Nagygörbő
     Romano-catolici (87,5%)
     Fără religie (5,68%)
     Reformați (3,98%)
     Necunoscută (2,84%)
Conform recensământului din 2011, satul Nagygörbő avea 176 de locuitori. Din punct de vedere etnic, majoritatea locuitorilor (87,94%) erau maghiari, existând și minorități de romi (7,54%) și germani (4,52%).  Din punct de vedere confesional, majoritatea locuitorilor (87,5%) erau romano-catolici, existând și minorități de persoane fără religie (5,68%) și reformați (3,98%). Pentru 2,84% din locuitori nu este cunoscută apartenența confesională.